# Westend Ladies Tennis Cup
Il Westend Ladies Tennis Cup è un torneo professionistico di tennis giocato su campi in cemento. Fa parte dell'ITF Women's Circuit. Si gioca annualmente a Westende-Middelkerke in Belgio.

## Albo d'oro

### Singolare
| Anno | Campionessa        | Finalista        | Punteggio        |
| ---- | ------------------ | ---------------- | ---------------- |
| 2011 | Lu Jiajing         | Donna Vekić      | 6–4, 7–6(4)      |
| 2012 | Deniz Khazaniuk    | Irina Ramialison | 6–4, 2–6, 7–6(5) |
| 2013 | Kateřina Siniaková | Kateřina Vaňková | 6–1, 6–3         |

### Doppio
| Anno | Campionesse                  | Finaliste                          | Punteggio        |
| ---- | ---------------------------- | ---------------------------------- | ---------------- |
| 2011 | Donna Vekić Alexandra Walker | Anouk Delefortrie Deborah Kerfs    | 6–4, 6–3         |
| 2012 | Amy Bowtell Samantha Murray  | Steffi Distelmans Magali Kempen    | 6–3, 6–3         |
| 2013 | Tatiana Búa Daniela Seguel   | Antonia Lottner Diāna Marcinkēviča | 6–3, 5–7, [11–9] |